# U-Bahnhof Staroměstská

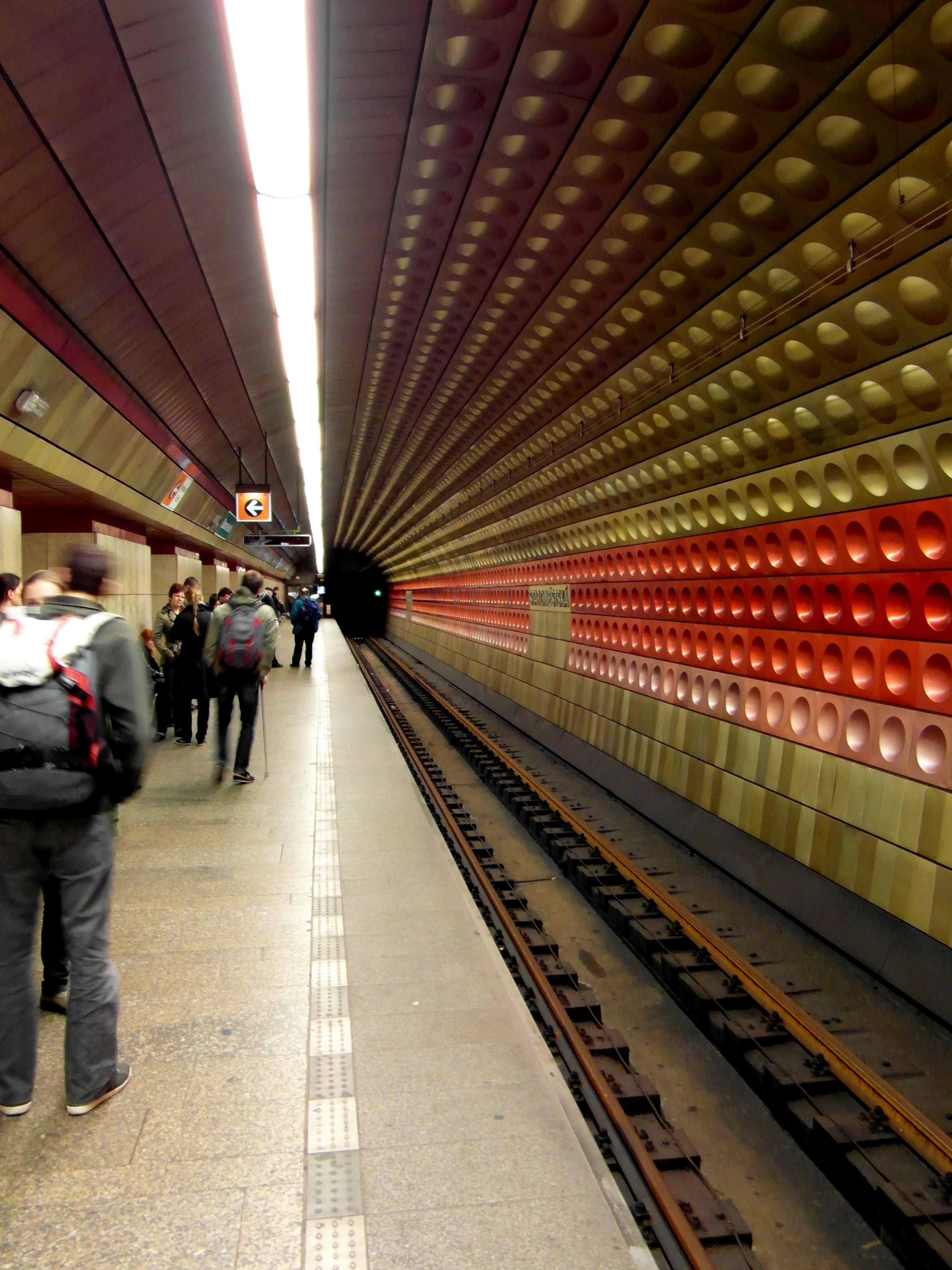
Bahnsteig der Station Staroměstská

Staroměstská ist eine Station der Metro Prag auf der Linie A. Sie liegt in der Prager Altstadt (Staré město), nach der sie benannt ist.
Die Station Staroměstská wurde mit der Inbetriebnahme des ersten Abschnitts der Linie A am 12. August 1978 eröffnet. Der Bahnsteig liegt in 28 Metern Tiefe. Der Zugang in der Kaprova-Straße befindet sich in unmittelbarer Nähe zur Straßenbahnhaltestelle Staroměstská, dem Rudolfinum, der Philosophischen Fakultät der Karls-Universität, der Pinkas-Synagoge und der Tschechischen Nationalbibliothek. Es gibt seit dem Bau Pläne zur Errichtung eines zweiten Zugangs vom Altstädter Ring deren Realisierung derzeit aber nicht angedacht ist.  Die Station war vom Moldauhochwasser 2002 betroffen.